# Mondschein-Spitzmaus

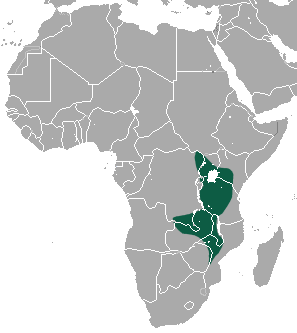
Verbreitungsgebiet der Mondschein-Spitzmaus

Die Mondschein-Spitzmaus oder Große braune Moschusspitzmaus (Crocidura luna) ist ein im östlichen Afrika verbreitetes Säugetier in der Gattung der Weißzahnspitzmäuse. Populationen, die 2005 noch als Synonyme gelistet wurden, könnten nach genetischen Studien als Arten anerkannt werden. Das Typusexemplar stammt aus der Provinz Katanga (früher Shaba) im Südosten der Demokratischen Republik Kongo.

## Merkmale
Mit einer Kopf-Rumpf-Länge von 60 bis 107 mm, einer Schwanzlänge von 31 bis 69 mm, mit 7 bis 21 mm langen Hinterfüßen und mit 5 bis 14 mm langen Ohren ist die Art eine mittelgroße Weißzahnspitzmaus. Gewichtsangaben fehlen. Die Haare der Oberseite sind dunkelgrau an der Wurzel, rotbraun bis grau in der Mitte und hell rotbraun bis olivfarben an der Spitze, was ein mehr oder weniger dunkles graubraunes Aussehen erzeugt. Unterseits ist das Fell heller und weniger bräunlich. Wie bei anderen Spitzmäusen sind eine spitze Schnauze, winzige Augen und kleine Ohren vorhanden. An den braunen Pfoten kommen oft gelbe Schattierungen vor. Typisch für den Schwanz sind eine dunkel- bis schwarzbraune Ober- und eine etwas hellere Unterseite. Die sechs paarig angeordneten Zitzen der Weibchen liegen im Leistenbereich. Mammal Species of the World bezeichnet das Erscheinungsbild als blaugrau.

## Verbreitung und Lebensweise
Die Mondschein-Spitzmaus ist von der östlichen Demokratischen Republik Kongo, von Ruanda und Uganda über Kenia und Tansania bis nach Sambia, Malawi und Simbabwe verbreitet. Möglicherweise werden angrenzende Regionen Burundis, Angolas und Mosambiks erreicht. Die Tiere leben im Flachland und in Gebirgen bis gewöhnlich 1000 Meter Höhe. Einzelfunde gibt es vom Kilimandscharo bei 1400 Meter und vom Shire-Hochland (speziell Zomba-Plateau) bei 1900 Meter Höhe. Sie halten sich oft in kühlen Wäldern auf in Regionen mit mehr als 1000 mm Niederschlag jährlich. Dort bewohnen sie Lichtungen und Ränder von Wasserläufen mit Gras. Auch Anpflanzungen mit Pinus patula werden besucht. Ein Exemplar wurde auf einem Feld gefunden.
Die Mondschein-Spitzmaus ist von der Abend- bis zur Morgendämmerung aktiv. Weibchen hatten im Oktober und November 3 oder 4 Neugeborene.

## Gefährdung
Es liegen keine Bedrohungen vor und die Art ist in geeigneten Habitaten häufig. Die IUCN listet die Mondschein-Spitzmaus als nicht gefährdet (least concern).